# مقاطعة نيلسون (فيرجينيا)
 مقاطعة نيلسون  (بالإنجليزية:  Nelson County)‏ هي إحدى المقاطعات في ولاية فيرجينيا في الولايات المتحدة الأمريكية.

## أعلام
- لاندون غارلاند
- جيمس لورانس كابيل
- غيسنر هاريسون
- الكسندر براون
- ويليام د. هيل
- إيلي كوك